# Browderismo

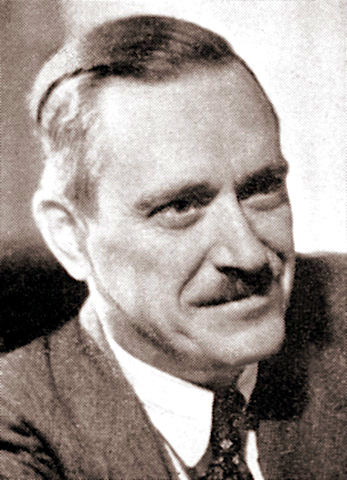
Earl Browder como secretario general del Partido Comunista estadounidense

El browderismo es una corriente ideológica marxista que deriva del pensamiento del jefe del Partido Comunista de los Estados Unidos y dirigente del Komintern en los años 1940 para Centroamérica y el Caribe, Earl Browder, quien postuló durante la Segunda Guerra Mundial la aproximación de su partido al Gobierno estadounidense bajo el imperativo de la lucha contra el fascismo.

## Caracterización
Browder fue líder del Partido Comunista de los Estados Unidos durante su período más influyente y de mayor membresía: la Gran Depresión. Aunque en un principio Browder pensaba que Iósif Stalin «era el más correcto» líder soviético y acusó a León Trotski de vivir «en un mundo irreal», más adelante intentó alejar al Partido Comunista de los Estados Unidos de la línea de Stalin. Asimismo, denunció el dominio soviético sobre su partido.
En otro orden de ideas, el browderismo internamente buscaba enlazar la causa comunista con la tradición política estadounidense. A su vez, se considera el mayor triunfo de Browder es haber articulado al movimiento sindical estadounidense, obteniendo una base proletaria más amplia en su partido. Browder quería articular un movimiento que fuese al mismo tiempo tanto nacional como internacional, sosteniendo como lema a nivel interno que «el comunismo es americanismo del siglo XX».
Por otro lado, Browder abrazó la táctica del frente popular y expresó apoyo al New Deal de Franklin D. Roosevelt, pero exigiendo que este plan fuese mucho más lejos en cuanto a la reestructuración del sistema capitalista. Sin embargo, a pesar del apoyo al New Deal, rompió inmediatamente con la política exterior de Roosevelt al sumergirse en la Segunda Guerra Mundial, a la cual consideró como la «segunda guerra imperialista». No obstante, con la invasión nazi a la Unión Soviética en junio de 1941, el partido dirigido entonces por Browder terminó apoyando la participación de los Estados Unidos en la guerra por motivos de seguir «la línea internacional». Este acercamiento a nivel internacional se dio en el marco del pacto estadounidense-británico-soviético —la conferencia de Teherán de 1943— para formar el frente de combate contra las Potencias del Eje.
Desde entonces, Browder sostenía que los partidos comunistas debían dejar de lado cualquier consideración ideológica para colaborar con los gobiernos, cualquiera que sea su signo político, a fin de luchar juntos contra la reacción nazi-fascista en el mundo. Muchos partidos comunistas latinoamericanos siguieron la tesis de Browder durante esa época. Simultáneamente, el partido comunista estadounidense se retiró del Komintern y Browder fue expulsado del partido en 1946 por orden de Stalin, acusado de tener intención de alejarse cada vez más del mismo Stalin, del marxismo-leninismo y de la Unión Soviética.
Asimismo, según afirma Browder, al finalizar la guerra, debido a que Stalin perdió a Adolf Hitler como enemigo, este necesitaba encontrar un nuevo enemigo: Estados Unidos; y en medio de esta disputa «Stalin se peleó y yo fui víctima de ello», declaró Browder en retrospectiva en 1970.
En una entrevista en 1957 Browder sostuvo que el socialismo que surgiría en Estados Unidos, debido a sus propias condiciones políticas intrínsecas, sería «esencialmente jeffersoniano, lo que significa democrático»: un socialismo democrático. Asimismo, se refirió al programa de coexistencia pacífica promovido por el entonces líder soviético Nikita Jruchov como algo similar «hasta cierto punto» de lo que el propio Browder apoyó en su momento, asegurando que «la Guerra Fría es tan desventajosa para ellos como para el resto del mundo».
Finalmente, en sus últimos años de vida, Browder había concluido que una nueva revolución industrial debía realizarse a través de la expansión de la «libertad y el autogobierno democrático», refiriéndose a esta nueva revolución industrial con «la fábrica completamente automática ... en la que el papel del trabajo se limita a la supervisión y reparación» de la maquinaria. Además, pensaba que Marx se había equivocado en cuanto al empobrecimiento progresivo de la clase trabajadora y que políticas como el New Deal habían impedido una solución revolucionaria a los problemas sociales y políticos.

## Influencia

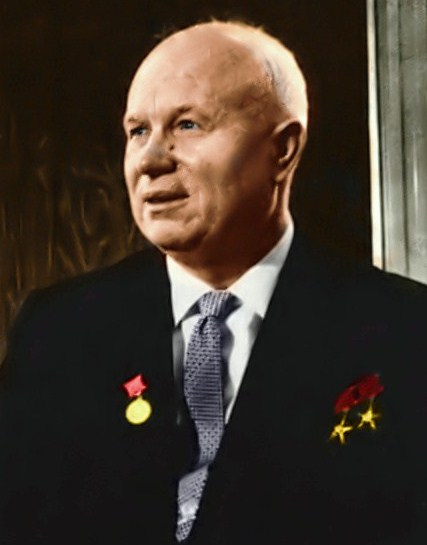
Nikita Jrushov, principal impulsor de la coexistencia pacífica con el bloque occidental. Sus ideas, según sus críticos, se basaron en el browderismo y en el revisionismo moderno.

Esta corriente marxista se difundió en muchos partidos comunistas latinoamericanos desde los años 1940. Así, de acuerdo con el historiador venezolano Manuel Caballero, en América Latina las tesis browderistas influyeron sobre todo en el Partido Comunista Colombiano, el Partido Comunista de Venezuela, Partido Comunista Peruano y el Partido Comunista de Cuba. Actualmente varios partidos de izquierda latinoamericanos siguen esta idea.[cita requerida]
Se considera que Browder fue uno de los pioneros de la coexistencia pacífica de la cual Nikita Jrushchov se basaría en sus políticas. Jrushchov estableció que se podía llegar pacíficamente al socialismo mediante el diálogo con el capitalismo y los países de la OTAN, el XX Congreso del PCUS.[cita requerida]

## Críticas
Sectores estalinistas caracterizan al browderismo como revisionista y por tener elementos como «un desprecio por la teoría, la práctica colaboracionista de clase y la liquidación del papel de vanguardia del partido». A su vez, según sus críticos, Browder propuso la conciliación entre socialismo y capitalismo, el cual señalan como uno de los pilares del revisionismo moderno. 
Asimismo, argumentan sus críticos, que con la difusión del browderismo a nivel internacional se produjo un quiebre en la III Internacional, se llegó a adoptar políticas e ideas fuera del marxismo-leninismo y la negación de la lucha de clases. Debido a esto, los críticos atribuyen que la III internacional se disolvió para frenar el avance del browderismo, provocando serios conflictos internos en los partidos comunistas y socialistas a nivel internacional, terminando con el posterior abandono de dichos partidos al marxismo-leninismo.[cita requerida]
De igual manera, señalan que las consecuencias por la influencia del browderismo en el Partido Comunista de Colombia y en los demás partidos comunistas, particularmente, fueron negativas, pues el secretario general de ese entonces, Augusto Durán, se convirtió en seguidor de Browder y cambió el nombre del partido por «Partido Socialista Democrático». Posteriormente, se lleva a cabo el V Congreso o Congreso de la Reconstrucción Leninista y se vuelve a nombrar el partido como «Partido Comunista de Colombia». Más tarde, el partido volvió nuevamente en el revisionismo moderno tras el XX Congreso del PCUS.